# Millardet et de Grasset 101-14
Le Millardet et de Grasset 101-14, souvent abrégé en 101-14 MGt, est un porte-greffe de la vigne. 

## Origine et répartition
Ce porte-greffe a été obtenu en 1885 par Alexis Millardet et Charles de Grasset. Ils ont hybridé Vitis riparia et Vitis rupestris.
En France, le 101-14 représente la partie cachée d'environ 40 000 hectares. Quatre clones sont disponibles au greffage.

## Caractères ampélographiques
Le bourgeonnement est complètement fermé et les jeunes feuilles sont bronzées avec des stipules à la base du pétiole.

Le rameau est semi érigé à horizontal. Sa section est circulaire et sa surface striée.

Les feuilles adultes sont moyennes à grandes, cunéiformes ou réniformes, entières. Le sinus pétiolaire est très ouvert en U et le limbe, ondulé entre les nervures, est bordé de dents longues et généralement droites. 

Les fleurs sont femelles et donne de minuscules petites baies sphériques de couleur bleu-noir.

Les sarments aoûtés sont longs et brun-jaune à beige. (cf. vocabulaire dans la page ampélographie)

## Aptitudes

### Adaptation au terroir
Le 101-14 présente une bonne résistance au phylloxera radicicole et aux nématodes vesteurs de viroses. En revanche, sa tolérance au calcaire est faible : il ne supporte que 20 % de calcaire total, 9 % de calcaire actif et a un indice de pouvoir chlorosant de 10. Il est également sensible à l'acidité du sol. Il convient donc de le réserver aux sols à pH proche de 7.
Il redoute la sécheresse et tolère une certaine humidité, comme son géniteur Vitis riparia. Il est bien adapté aux sols argileux profonds bien alimentés en eau sans excès.

### Aptitude au greffage
C'est un cépage qui a une production variable. En revanche, le bouturage et le greffage sont très bons.
Il a une bonne adéquation avec les greffons. Après un bon départ en végétation, il confère une vigueur très modérée qui influence favorablement la précocité. Les rendements conférés sont parmi les plus faibles comparé aux autres porte-greffes. Les vins qui en sont issus présentent généralement de bonnes qualités organoleptiques. Il présente une adéquation particulièrement bonne avec le cabernet-sauvignon N, la syrah N, le sauvignon B ou le colombard B.